# 萊姆巴赫河 (奧爾布河支流)
50°13′51.89″N 9°20′32.87″E / 50.2310806°N 9.3424639°E

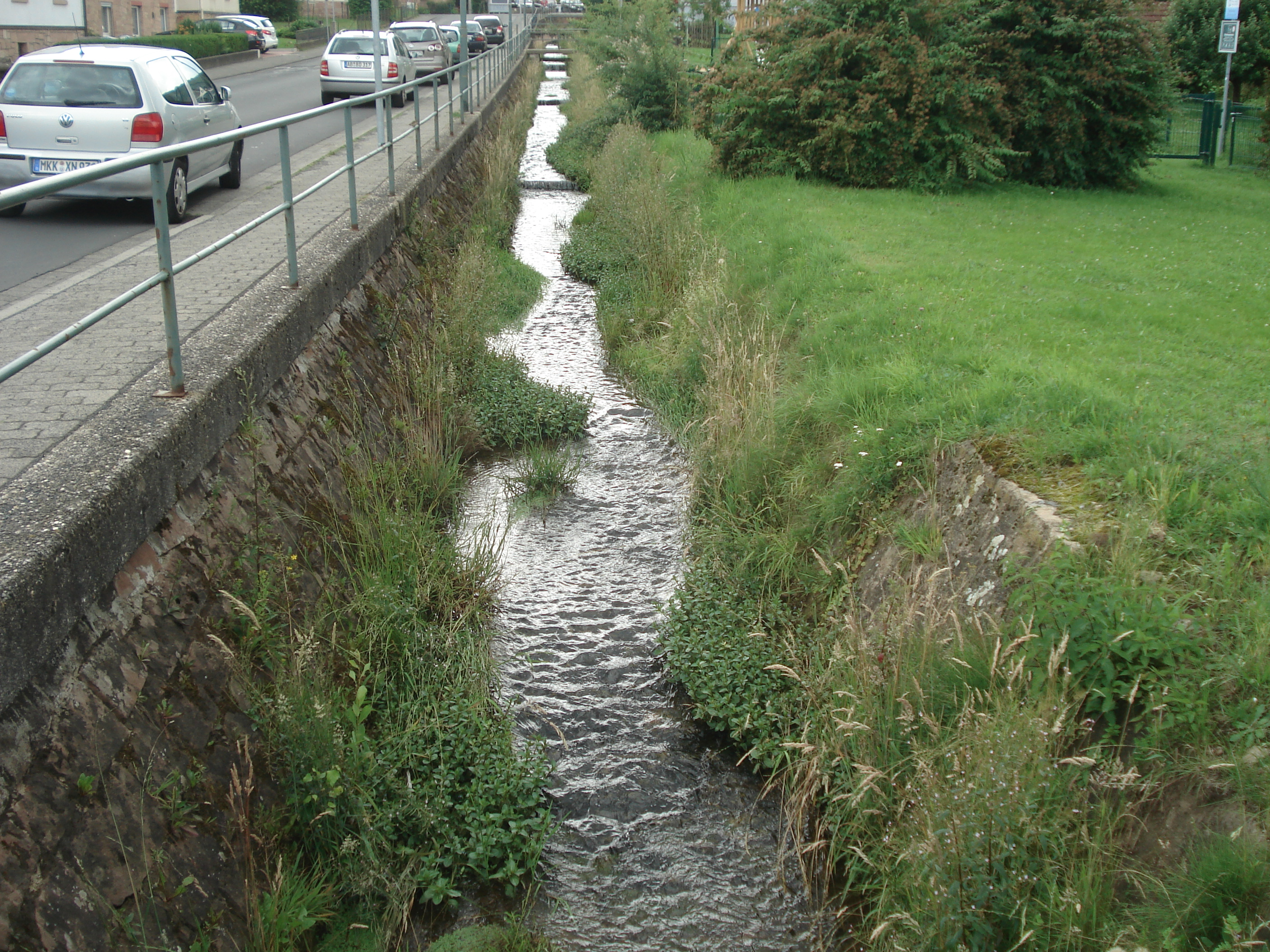

萊姆巴赫河（德語：Leimbach），是德國的河流，位於該國中部，由黑森州負責管轄，屬於奧爾布河的左支流，河道全長1.7公里，流域面積2.2平方公里。